# Пенроуз (Колорадо)
Пенроуз (енгл. Penrose) насељено је место без административног статуса у америчкој савезној држави Колорадо.

## Демографија
По попису из 2010. године број становника је 3.582, што је 488 (-12,0%) становника мање него 2000. године.
| Група             | 2000.         | 2010.         |
| Белци             | 3.662 (90,0%) | 3.152 (88,0%) |
| Афроамериканци    | 9 (0,2%)      | 8 (0,2%)      |
| Азијати           | 15 (0,4%)     | 15 (0,4%)     |
| Хиспаноамериканци | 311 (7,6%)    | 311 (8,7%)    |
| Укупно            | 4.070         | 3.582         |